# Beatport
Beatport – amerykański internetowy sklep muzyczny, którego właścicielem jest LiveStyle. Sklep został utworzony w 2004 roku, a jego biura znajdują się w Denver, Los Angeles i Berlinie.
Zyski Beatportu wyniosły w 2012 roku od 13 do 16 milionów dolarów. Według danych z 2013 roku w sklepie znajdowało się ponad milion utworów oraz miał on 40 milionów użytkowników. Wówczas Beatport został wykupiony przez SFX Entertainment. W 2014 roku sklep zarobił 46,5 miliona dolarów, a w kolejnym roku 5,5 miliona dolarów mniej.

## Nagrody
| Rok  | Nagroda                         | Kategoria                           | Wynik   |
| ---- | ------------------------------- | ----------------------------------- | ------- |
| 2006 | International Dance Music Award | Best Dance Music Retailer           | Wygrana |
| 2006 | International Dance Music Award | Best Dance Music Specialty Retailer | Wygrana |
| 2007 | International Dance Music Award | Best Dance Music Retailer           | Wygrana |
| 2008 | International Dance Music Award | Best Dance Music Specialty Retailer | Wygrana |
| 2009 | International Dance Music Award | Best Specialty Retailer             | Wygrana |
| 2010 | International Dance Music Award | Best Dance Music Specialty Retailer | Wygrana |
| 2011 | International Dance Music Award | Best Dance Music Specialty Retailer | Wygrana |
| 2012 | International Dance Music Award | Best Dance Music Specialty Retailer | Wygrana |
| 2013 | International Dance Music Award | Best EDM/Dance Music Retailer       | Wygrana |